# Doloire de charpentier

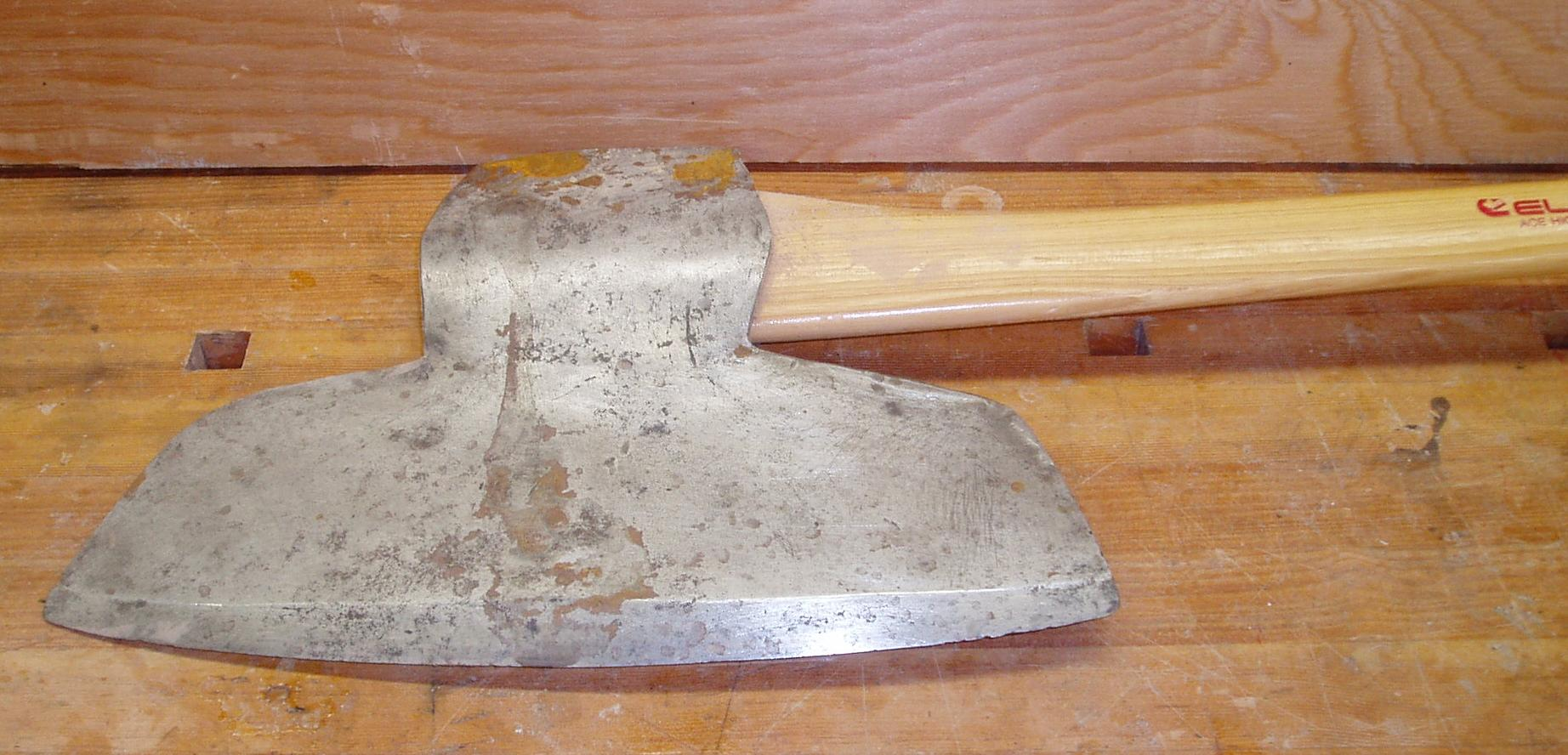
Doloire à une face chanfreinée (single-bevel broadaxe).

La doloire de charpentier, ou autrefois la doloire commune des diverses activités de charpenterie et de charronnerie, était une grande hache à large tête, un type particulier de doloire arborant une lame asymétrique large et plate. Elle est encore appelée "hache à équarrir", épaule de mouton, "hache demi-plate", "hache à un côté" spécifique à un droitier ou à un gaucher, et en anglais broadaxe. Elle servait surtout à doler les bois, à équarrir les grumes. Il existait qualifiant ces tâches le métier de doleur. 
Aujourd'hui cette grande hache spécifique porte plus souvent, en français technique, sur les chantiers de première taille le nom de hache d'équarrissage, car la doloire représente le plus souvent une hachette de charpentier, qui s'apparente à la doloire du tonnelier. Cette hachette à lame fine et incurvée, avec un manche également asymétrique et lourd facilitant une bonne prise en main, est utilisée pour un travail plus précis dit de finition, par exemple de poutre et autres pièces de charpente. La doloire permet de dégrossir le bois en suivant ses lignes de forces, de lisser et d'aplanir les surfaces.

## Variétés pour équarrir les bois
Il existe deux catégories de taillant pour les haches à équarrir, toutes deux utilisées pour l'équarrissage des billes.  
Un premier type de taillant asymétrique présente un côté plat et l'autre chanfreiné (en anglais elle prend les noms de side axe, single bevel, or chisle-edged axe,).  
Dans un autre type qui produit une coupe festonnée, les deux faces sont chanfreinées. Sur certaines haches, le manche peut s’éloigner du côté plat pour permettre une position optimale de l'équarrisseur par rapport à la surface taillée. La hache à face plate est destinée à façonner une surface plane mais elle ne peut être utilisée que dans un sens et est droitière ou gauchère.  
La hache à double biseau a un manche droit qui peut être pivoté d’un côté ou de l’autre contre le bois. La hache à double chanfrein peut être utilisée pour couper, entailler et équarrir. Lorsqu'elle est utilisée pour l'équarrissage (hewing), une série d'encoches est taillée sur le côté de la bûche jusqu'à une ligne dessinée là où l'équarrissage doit s'arrêter (scoring). Les morceaux de bois entre ces encoches sont enlevés avec une hache, appelée en anglais joggling  puis le bois restant est enlevé jusqu'à la ligne. 

## Histoire
Les doloires sont connues depuis l'Antiquité en Europe. Elles se retrouvent de la période moderne jusqu'à la fin du XIXe siècle en Europe et en Amérique du Nord, sur les chantiers ou parfois sur les lieux d'abattage des bois (fabrication de pièces de charpente in situ) ou sur un site de construction (habitations, construction navale, ports de flottage etc.). Elles étaient couramment utilisées dans le façonnage des bois équarris pour la construction navale en bois, la construction en bois massif empilé, la charpente en bois et les traverses de chemin de fer, parfois appelées axe ties en anglais,. 
Depuis l'introduction des scieries électriques et des outils portatifs modernes, l'utilisation de cet outil s'est considérablement raréfiée dans l'industrie du bois, mais il est encore utilisé dans la charpente ou menuiserie de restauration à l'identique ou dans les régions dépourvues d'équipements de coupe. 

## Galerie

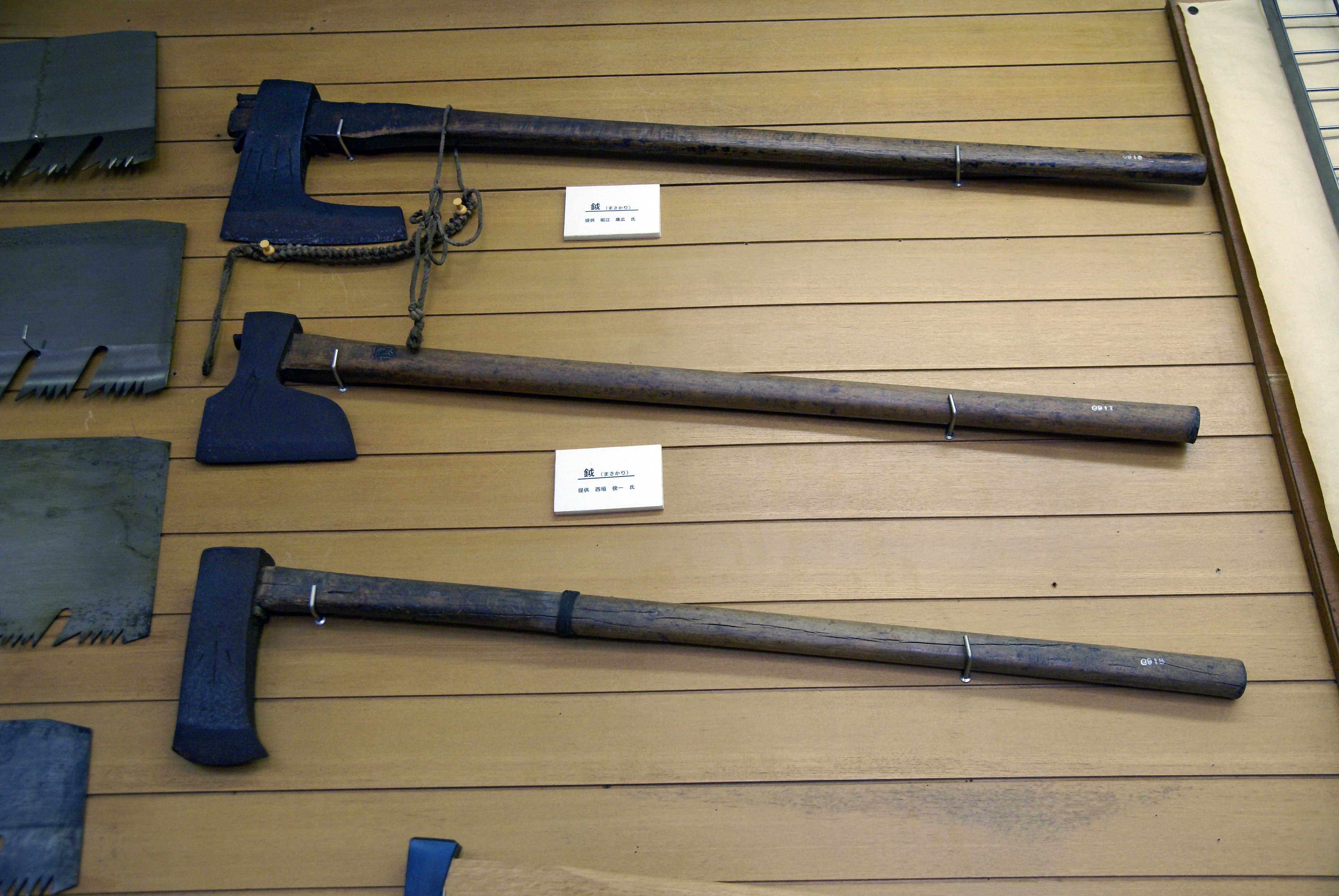
Haches japonaises traditionnelles au musée de la ville de Miki (Hyōgo).
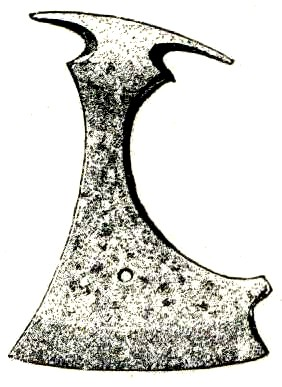
Hache de fer de l'âge du fer suédois, trouvée à Gotland, en Suède.
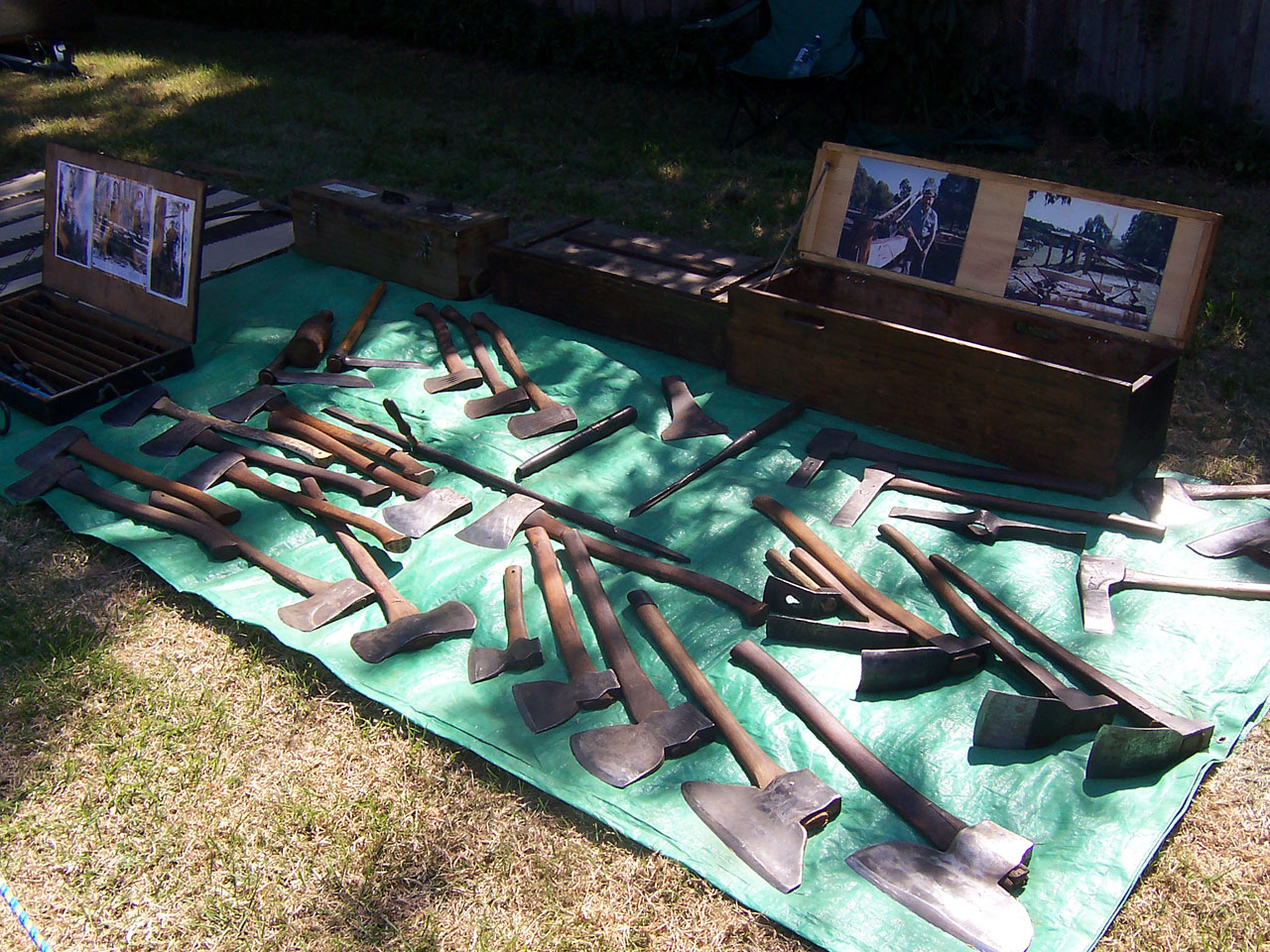
Plusieurs types et tailles de haches.
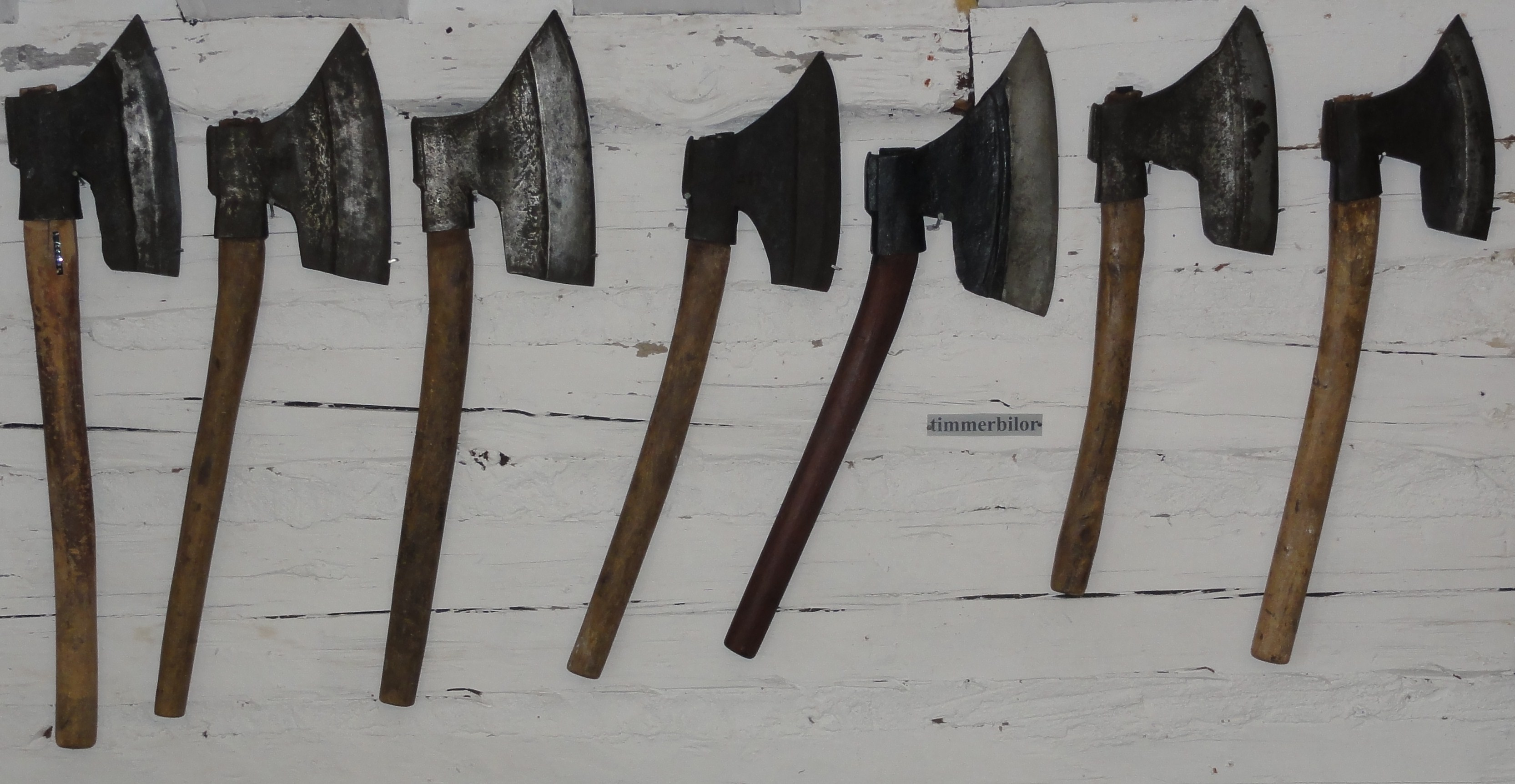
Doloires en Suède.
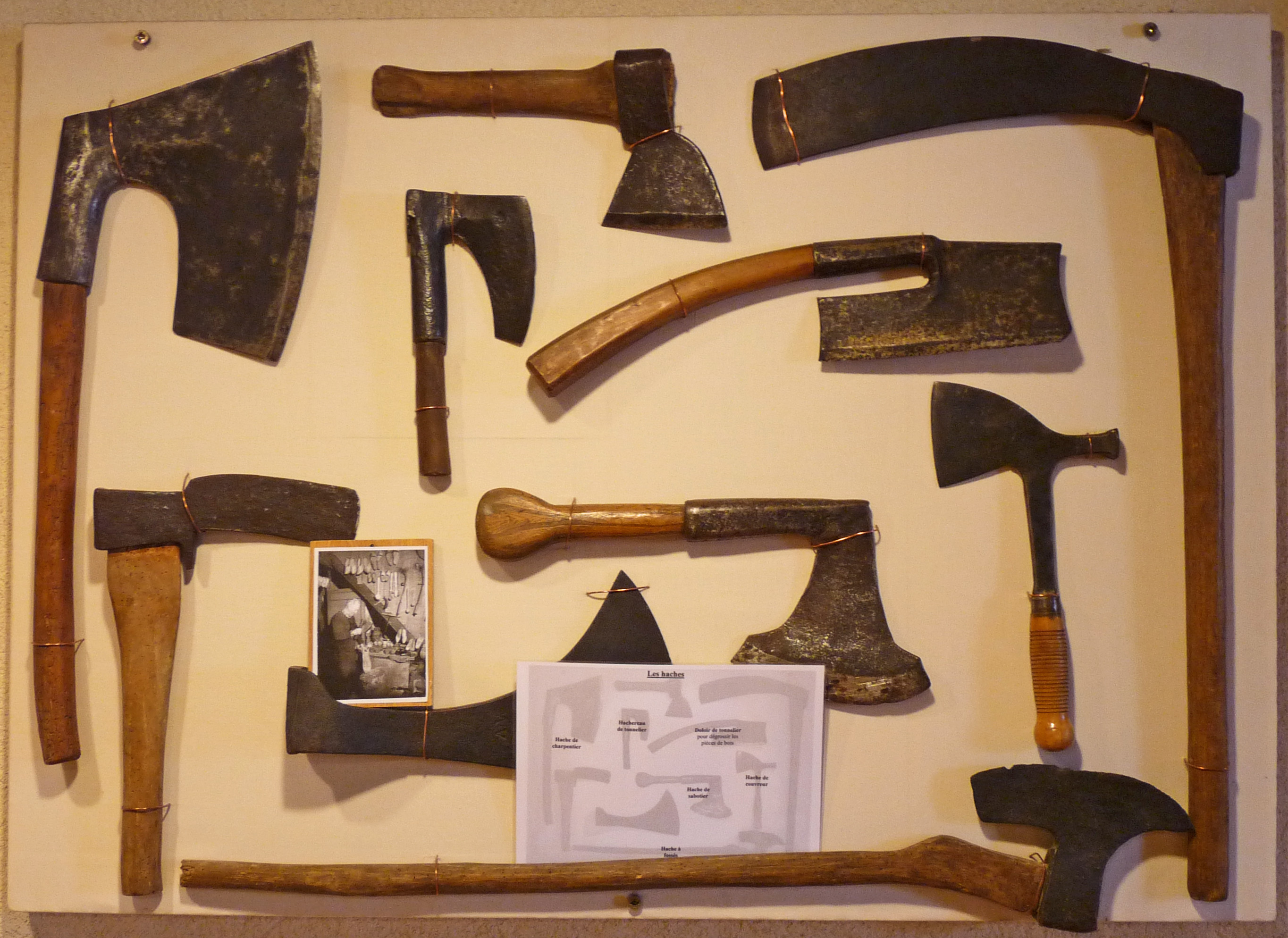
Plusieurs formes de haches anglaises et françaises.
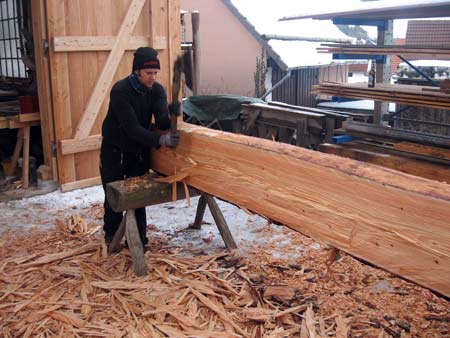
Équarrissage du bois avec une doloire.

## Voir également

### Articles externes
- Outils principaux du charpentier, où figure la doloire en seconde position, après la hache (du charpentier équarisseur) et avant le couple "maillet/ciseau à bois" et la scie égoïne.
- Histoire d'outils de l'artisanat, en particulier la doloire ou hache à un côté qui sert à dresser le bois.
- Site muséologique flamand Le MOT, ici doloire ancienne de charpentier travaillant sur in situ sur chantier de coupe (confection de pannes, chevrons etc.).

### Vidéographie
- Les Grandes Plantes, « Les haches des charpentiers » (consulté le 12 avril 2022)